# 膳部司
膳部司，礼部官署名称。
西魏大统十二年（546年）始置膳部为尚书省十二部之一，北周为天官府属司，掌管宫廷饮食，膳部中大夫为长官。北齐为都官尚书下辖郎曹，管理侍官百司礼食菜肴。
隋朝设从属于礼部的膳部司，设膳部侍郎二员、膳部员外郎。掌管祭器、酒膳、食料。大业三年（607年），正副官员改为膳部郎、膳部承务郎。唐朝武德三年（620年）恢复膳部郎中、膳部员外郎的旧名。膳部郎中从五品上，膳部员外郎从六品上。龙朔二年（662年）改为司膳司，正副官员改为司膳大夫、司膳员外郎。咸亨元年（670年），恢复膳部司的旧名。天宝十一载（752年）改为司膳司，正副官员改为司膳郎中、司膳员外郎。至德二载（757年），恢复膳部司的旧名。五代十国沿置，北宋初年，膳部郎中为五品寄禄官，膳部员外郎为六品寄禄官。元丰改制设膳部郎中从六品、膳部员外郎正七品，管理供进酒膳、祠祭牲牢礼料、藏冰供赐，领御厨、翰林司、牛羊司。元祐元年（1086年）由主客郎中兼领。南宋建炎三年（1129年），改由祠部司兼职。渤海国也设膳部。
明朝洪武六年（1373年）设膳部，设郎中一人、员外郎一人、主事三人，洪武二十九年（1396年）改为精膳清吏司。